# 마이클 매너세리
마이클 매너세리(Michael Manasseri, 1974년 2월 28일 ~ )는 미국의 배우, 영화 감독이다.
포킵시에서 태어났다.

## 출연 작품
- 더 피클 레시피 (2015년)
- 써커 (2013년) - 짐 크롤리 역
- 디텐션 오브 더 데드 (2012, Detention of the Dead)
- 애 봐주는 사람 구함 (2007년)
- 라이트필즈 홈 비디오스 (2006년)
- 포겟 어바웃 잇 (2006년)
- 더티 러브 (2005년)
- 땡크 헤븐 (2001년) - 데이빗 제임스 역
- 싸이코 비치 파티 (2000년)
- 운전면허 (1988년)

### 텔레비전
- ER (1994) - 출연